# Séisme de 2005 à Fukuoka
Le séisme de 2005 à Fukuoka (福岡県西方沖地震, Fukuokaken seihōokijishin) est un tremblement de terre qui s'est produit dans la mer de Genkai, au nord-ouest de la préfecture de Fukuoka au Japon le 20 mars 2005 à 10 heures 53, et a duré environ 1 minute,. La magnitude était de 7 et l'intensité maximale de 6. Le séisme a tué une personne et en a blessé 1 204.
La moitié des maisons de l'île de Genkai, dans le quartier Nishi de la ville de Fukuoka, proche de l'épicentre, ont été complètement détruites. 